# (I Can’t Help You) I’m Falling Too
(I Can’t Help You) I’m Falling Too ist ein von Hal Blair, Skeeter Davis und Don Robertson geschriebener Song, der 1960 von Skeeter Davis als Single für RCA Victor aufgenommen wurde. Das Lied war eine musikalische Antwort auf das Lied Please Help Me, I’m Falling von Hank Locklin. Es war das zweite Mal, dass Davis auf ein Lied von Locklin mit einem eigenen Song antwortete.
(I Can’t Help You) I’m Falling Too wurde am 13. Mai 1960 im RCA Victor Studio in Nashville, Tennessee, Vereinigte Staaten, aufgenommen, als Single im Jahr 1960 herausgegeben und platzierte sich auf Platz 2 im Billboard Magazine Hot C&W Sides Chart und Platz 39 bei den Billboard Hot 100. Das war die höchste Platzierung, die Davis je erreichte, und ihre erste Single in den Hot 100. Später wurde der Titel in das Album Here’s the Answer übernommen.

## Chartbelegung
| Chart (1960)                 | Höchste Position |
| ---------------------------- | ---------------- |
| U.S. Billboard Hot C&W Sides | 2                |
| U.S. Billboard Hot 100       | 39               |